# 고든 더글러스
고든 더글러스(Gordon Douglas, 1907년 12월 15일 ~ 1993년 9월 29일)은 미국의 영화 감독이다. 핼 로치 감독 사단의 배우 겸 캐스팅 감독으로 경력을 시작하였으며, 액션, 코미디, 드라마 등 다양한 장르의 영화들을 연출하였다. 대표작으로 괴수 영화의 고전 《방사능 X》가 있다.
뉴욕에서 태어났으며 로스앤젤레스에서 사망하였다. 사인은 암이다.  포리스트 론 메모리얼 파크에 매장되었다.

## 영화
- 아이 해드 노웨어 투 고 (2016년)
- K.364 열차여행 (2009년)
- 지단, 21세기의 초상 (2006년)